# Фудбалска репрезентација Шпаније
Фудбалска репрезентација Шпаније, позната и као La Selección је национални фудбалски састав Шпаније и под контролом је Фудбалског савеза Шпаније (шп. Real Federación Española de Fútbol, RFEF).
Популарно име шпанске фудбалске репрезентације је „црвена фурија“ (шп. La Furia Roja).
Шпанска репрезентација је четири пута освајала Европско првенство у фудбалу, 1964., 2008., 2012. и 2024. једном Светско првенство, 2010. у Јужној Африци.
Освајањем Европског првенства 2012. Шпанија је постала први тим који је освојио два узастопна Европска првенства, као и први тим који је освојио три узастопна велика такмичења (ЕП 2008, 2012. и СП 2010).

## Учешћа на међународним такмичењима

### Светско првенство
| Година | Коло                        | Пласман                     | ИГ                          | П                           | Н*                          | И                           | ГД                          | ГП                          |
| ------ | --------------------------- | --------------------------- | --------------------------- | --------------------------- | --------------------------- | --------------------------- | --------------------------- | --------------------------- |
| 1930.  | Није учествовала            | Није учествовала            | Није учествовала            | Није учествовала            | Није учествовала            | Није учествовала            | Није учествовала            | Није учествовала            |
| 1934.  | Четвртфинале                | 5.                          | 3                           | 1                           | 1                           | 1                           | 4                           | 3                           |
| 1938.  | Улазак није одобрен од ФИФА | Улазак није одобрен од ФИФА | Улазак није одобрен од ФИФА | Улазак није одобрен од ФИФА | Улазак није одобрен од ФИФА | Улазак није одобрен од ФИФА | Улазак није одобрен од ФИФА | Улазак није одобрен од ФИФА |
| 1950.  | Меч за 3. место             | 4.                          | 6                           | 3                           | 1                           | 2                           | 10                          | 12                          |
| 1954.  | Није се квалификовала       | Није се квалификовала       | Није се квалификовала       | Није се квалификовала       | Није се квалификовала       | Није се квалификовала       | Није се квалификовала       | Није се квалификовала       |
| 1958.  | Није се квалификовала       | Није се квалификовала       | Није се квалификовала       | Није се квалификовала       | Није се квалификовала       | Није се квалификовала       | Није се квалификовала       | Није се квалификовала       |
| 1962.  | Групна фаза                 | 12.                         | 3                           | 1                           | 0                           | 2                           | 2                           | 3                           |
| 1966.  | Групна фаза                 | 10.                         | 3                           | 1                           | 0                           | 2                           | 4                           | 5                           |
| 1970.  | Није се квалификовала       | Није се квалификовала       | Није се квалификовала       | Није се квалификовала       | Није се квалификовала       | Није се квалификовала       | Није се квалификовала       | Није се квалификовала       |
| 1974.  | Није се квалификовала       | Није се квалификовала       | Није се квалификовала       | Није се квалификовала       | Није се квалификовала       | Није се квалификовала       | Није се квалификовала       | Није се квалификовала       |
| 1978.  | Групна фаза                 | 10.                         | 3                           | 1                           | 1                           | 1                           | 2                           | 2                           |
| 1982.  | 2. рунда                    | 12.                         | 5                           | 1                           | 2                           | 2                           | 4                           | 5                           |
| 1986.  | Четвртфинале                | 8.                          | 5                           | 3                           | 1                           | 1                           | 11                          | 4                           |
| 1990.  | Осмина финала               | 14.                         | 4                           | 2                           | 1                           | 1                           | 6                           | 4                           |
| 1994.  | Четвртфинале                | 6.                          | 5                           | 2                           | 2                           | 1                           | 10                          | 6                           |
| 1998.  | Групна фаза                 | 17.                         | 3                           | 1                           | 1                           | 1                           | 8                           | 4                           |
| 2002.  | Четвртфинале                | 5.                          | 5                           | 3                           | 2                           | 0                           | 10                          | 5                           |
| 2006.  | Осмина финала               | 10.                         | 4                           | 3                           | 0                           | 1                           | 9                           | 4                           |
| 2010.  | Првак                       | 1.                          | 7                           | 6                           | 0                           | 1                           | 8                           | 2                           |
| 2014.  | Групна фаза                 | 23.                         | 3                           | 1                           | 0                           | 2                           | 4                           | 7                           |
| 2018.  | Осмина финала               | 10.                         | 4                           | 1                           | 3                           | 0                           | 7                           | 6                           |
| 2022.  | Осмина финала               | 13.                         | 4                           | 1                           | 2                           | 1                           | 9                           | 3                           |
| Укупно | 16/22                       | 1 титула                    | 67                          | 31                          | 17                          | 19                          | 108                         | 75                          |

### Европско првенство
| Година | Коло                  | Пласман               | ИГ                    | П                     | Н*                    | И                     | ГД                    | ГП                    |
| ------ | --------------------- | --------------------- | --------------------- | --------------------- | --------------------- | --------------------- | --------------------- | --------------------- |
| 1960.  | Повукла се            | Повукла се            | Повукла се            | Повукла се            | Повукла се            | Повукла се            | Повукла се            | Повукла се            |
| 1964.  | Првак                 | 1.                    | 2                     | 2                     | 0                     | 0                     | 4                     | 2                     |
| 1968.  | Није се квалификовала | Није се квалификовала | Није се квалификовала | Није се квалификовала | Није се квалификовала | Није се квалификовала | Није се квалификовала | Није се квалификовала |
| 1972.  | Није се квалификовала | Није се квалификовала | Није се квалификовала | Није се квалификовала | Није се квалификовала | Није се квалификовала | Није се квалификовала | Није се квалификовала |
| 1976.  | Није се квалификовала | Није се квалификовала | Није се квалификовала | Није се квалификовала | Није се квалификовала | Није се квалификовала | Није се квалификовала | Није се квалификовала |
| 1980.  | Групна фаза           | 7.                    | 3                     | 0                     | 1                     | 2                     | 2                     | 4                     |
| 1984.  | Финале                | 2.                    | 5                     | 1                     | 3                     | 1                     | 4                     | 5                     |
| 1988.  | Групна фаза           | 6.                    | 3                     | 1                     | 0                     | 2                     | 3                     | 5                     |
| 1992.  | Није се квалификовала | Није се квалификовала | Није се квалификовала | Није се квалификовала | Није се квалификовала | Није се квалификовала | Није се квалификовала | Није се квалификовала |
| 1996.  | Четвртфинале          | 6.                    | 4                     | 1                     | 3                     | 0                     | 4                     | 3                     |
| 2000.  | Четвртфинале          | 5.                    | 4                     | 2                     | 0                     | 2                     | 7                     | 7                     |
| 2004.  | Групна фаза           | 10.                   | 3                     | 1                     | 1                     | 1                     | 2                     | 2                     |
| 2008.  | Првак                 | 1.                    | 6                     | 5                     | 1                     | 0                     | 12                    | 3                     |
| 2012.  | Првак                 | 1.                    | 6                     | 4                     | 2                     | 0                     | 12                    | 1                     |
| 2016.  | Осмина финала         | 10.                   | 4                     | 2                     | 0                     | 2                     | 5                     | 4                     |
| 2020.  | Полуфинале            | 3.                    | 6                     | 2                     | 4                     | 0                     | 13                    | 6                     |
| 2024.  | Првак                 | 1.                    | 7                     | 7                     | 0                     | 0                     | 15                    | 4                     |
| Укупно | 12/17                 | 4. титуле             | 53                    | 28                    | 15                    | 10                    | 83                    | 46                    |

### Лига нација
| Рекорди у УЕФА Лиги нација | Рекорди у УЕФА Лиги нација | Рекорди у УЕФА Лиги нација | Рекорди у УЕФА Лиги нација | Рекорди у УЕФА Лиги нација | Рекорди у УЕФА Лиги нација | Рекорди у УЕФА Лиги нација | Рекорди у УЕФА Лиги нација | Рекорди у УЕФА Лиги нација | Рекорди у УЕФА Лиги нација | Рекорди у УЕФА Лиги нација |
| Сезона                     | Лига                       | Група                      | ИГ                         | П                          | Н                          | И                          | ГД                         | ГП                         | П/И                        | Поз.                       |
| -------------------------- | -------------------------- | -------------------------- | -------------------------- | -------------------------- | -------------------------- | -------------------------- | -------------------------- | -------------------------- | -------------------------- | -------------------------- |
| 2018/19.                   | А                          | 4                          | 4                          | 2                          | 0                          | 2                          | 12                         | 7                          | Same position              | 7.                         |
| 2020/21.                   | А                          | 4                          | 8                          | 4                          | 2                          | 2                          | 16                         | 6                          | Same position              | 2.                         |
| 2022/23.                   | А                          | 2                          | 8                          | 4                          | 3                          | 1                          | 10                         | 6                          | Same position              | 1.                         |
| Укупно                     | Укупно                     | Укупно                     | 20                         | 10                         | 5                          | 5                          | 38                         | 19                         |                            |                            |

## Састав репрезентације
Подаци ажурирани 18. новембара 2019.
| Име                      | Датум рођења  | Број наступа | Број голова | Клуб               |         |         |
| Голмани                  | Голмани       | Голмани      | Голмани     | Голмани            | Голмани | Голмани |
| ------------------------ | ------------- | ------------ | ----------- | ------------------ | ------- | ------- |
| Давид де Хеа             | 7. 11. 1990.  | 41           | 0           | Манчестер јунајтед |         |         |
| Кепа Аризабалага         | 3. 10. 1994.  | 10           | 0           | Челси              |         |         |
| Пау Лопез                | 13. 12. 1994. | 2            | 0           | Рома               |         |         |
| Одбрамбени фудбалери     |               |              |             |                    |         |         |
| Данијел Карвахал         | 11. 1. 1992.  | 24           | 0           | Реал Мадрид        |         |         |
| Раул Албиол              | 4. 9. 1985.   | 54           | 0           | Наполи             |         |         |
| Ињиго Мартинез           | 17. 5. 1991.  | 11           | 0           | Атлетик Билбао     |         |         |
| Пау Торес                | 16. 1. 1997.  | 1            | 1           | Виљареал           |         |         |
| Хуан Бернат              | 1. 3. 1993.   | 11           | 1           | Париз Сен Жермен   |         |         |
| Серхио Рамос             | 30. 3. 1986.  | 170          | 21          | Париз Сен Жермен   |         |         |
| Хосе Луис Гаја           | 25. 5. 1995.  | 7            | 1           | Валенсија          |         |         |
| Хесус Навас              | 21. 11. 1985. | 42           | 5           | Севиља             |         |         |
| Фудбалери средине терена |               |              |             |                    |         |         |
| Серхио Бускетс           | 16. 7. 1988.  | 116          | 2           | Барселона          |         |         |
| Саул Њигез               | 21. 11. 1994. | 19           | 3           | Атлетико Мадрид    |         |         |
| Тијаго Алкантара         | 11. 4. 1991.  | 37           | 2           | Бајерн Минхен      |         |         |
| Фабијан Руиз             | 3. 4. 1996.   | 6            | 1           | Наполи             |         |         |
| Дани Олмо                | 7. 5. 1998.   | 1            | 1           | РБ Лајпциг         |         |         |
| Санти Казорла            | 13. 12. 1984. | 81           | 15          | Виљареал           |         |         |
| Нападачи                 |               |              |             |                    |         |         |
| Алваро Мората            | 23. 10. 1982. | 33           | 17          | Атлетико Мадрид    |         |         |
| Пако Алкасер             | 30. 8. 1993.  | 19           | 12          | Виљареал           |         |         |
| Пабло Сарабија           | 11. 5. 1992.  | 3            | 1           | Париз Сен Жермен   |         |         |
| Ђерар Морено             | 7. 4. 1992.   | 3            | 3           | Виљареал           |         |         |
| Микел Ојарзабал          | 30. 8. 1993.  | 7            | 2           | Реал Сосиједад     |         |         |

## Статистика играча
| Највише утакмица |                   |                         |          |        |
| #                | Име и презиме     | Године у репрезентацији | Утакмице | Голови |
| 1                | Икер Касиљас      | 2000–2016               | 167      | 0      |
| 2                | Серхио Рамос      | 2005–                   | 154      | 13     |
| 3                | Ћави              | 2000–2014               | 133      | 12     |
| 4                | Андрес Инијеста   | 2006–                   | 129      | 13     |
| 5                | Андони Зубизарета | 1985–1998               | 126      | 0      |
| 6                | Давид Силва       | 2006–                   | 123      | 35     |
| 7                | Ћаби Алонсо       | 2003–2014               | 114      | 16     |
| 8                | Сеск Фабрегас     | 2006–                   | 110      | 15     |
| 8                | Фернандо Торес    | 2003–2014               | 110      | 38     |
| 10               | Серхио Бускетс    | 2009–                   | 105      | 2      |

| Највише голова |                     |                         |        |          |
| #              | Име и презиме       | Године у репрезентацији | Голови | Утакмице |
| 1              | Давид Виља          | 2005–2017               | 59     | 98       |
| 2              | Раул                | 1996–2006               | 44     | 102      |
| 3              | Фернандо Торес      | 2003–2014               | 38     | 110      |
| 4              | Давид Силва         | 2006–                   | 35     | 123      |
| 5              | Фернандо Јеро       | 1989–2002               | 29     | 89       |
| 6              | Фернандо Моријентес | 1998–2007               | 27     | 47       |
| 7              | Емилио Бутрагењо    | 1984–1961               | 26     | 69       |
| 8              | Алфредо ди Стефано  | 1957–1961               | 23     | 31       |
| 9              | Хулио Салинас       | 1986–1996               | 22     | 56       |
| 10             | Мичел               | 1985–1992               | 21     | 66       |

- ажурирано 22.6.2018.